# Sporting Club de Huelva
Maillots
Actualités
Le Sporting Club de Huelva est un club espagnol de football féminin basé à Huelva.